# Jâmblico II
Jâmblico I (em latim: Iamblichus; em grego: Ἰάμβλιχος; romaniz.: Iámblichos; em aramaico: 𐡉𐡌𐡋𐡊𐡅; romaniz.: Yamlīḵū) foi o quarto rei (filarco) do Reino de Emesa de 20 a.C. até 14 d.C..

## Nome
Jâmblico (Iamblichus; Ἰάμβλιχος, Iámblichos) ou Jânlico (Ἰάμλιχος, Iámlichos) é a forma latina e grega de Iamelicu (𐡉𐡌𐡋𐡊𐡅, Yamlīḵū), "possa (NP) ser rei / reinar", um hipocorístico teofórico de origem aramaica ou árabe. O prefixo imperfeito y- pode ser um legado de um forma aramaica mais antiga, mas também pode ser uma forma árabe.

## Vida

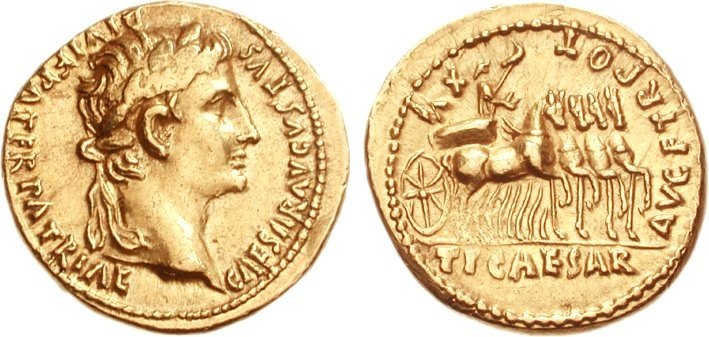
Áureo de Augusto

Jâmblico II era filho de Jâmblico I (r. 51/44–32 a.C.). Ascendeu ao trono de seu pai em 20 a.C., após mais de 10 anos que o trono ficou vago. O último rei de Emesa foi seu tio Alexandre, foi que foi deposto e morto por Otaviano (o futuro Augusto) em 31 a.C. no rescaldo de sua vitória na guerra civil contra Marco Antônio. Nada se sabe sobre seu reinado. Haja vista coincidir com o período de paz vivenciado durante o reinado de Augusto (r. 27 a.C.–14 d.C.), assume-se que foi uma Era de Ouro de Emesa, como sugerido pela opulência dos achados arqueológicos na necrópole de Emesa (Tel Abu Sabum). Aparentemente Jâmblico foi o primeiro de sua linhagem a receber a cidadania romana. Foi sucedido por Samsigéramo II (r. 14–48), que não era seu filho. Warwick Ball propôs que fosse filho de Soemo, um nobre emeseno que governou em Cálcis (atual Anjar) no tempo de Jâmblico II e que deve ser um descendente do homônimo ativo sob Jâmblico I.